# Ground Zero Mixtape
Ground Zero Mixtape – drugi album typu mixtape hip-hopowego duetu PRO8L3M, wydany 16 marca 2018 pod szyldem RHW Records. Nagroda Fryderyk 2019 w kategorii «Album Roku Hip Hop».
W grudniu 2024 nagrania uzyskały status diamentowej płyty.

## Lista utworów
Opracowano na podstawie materiału źródłowego.
1. Styl sportowy 2:52
2. Macki meduzy 3:05
3. V8 2:50
4. Międzynarodowa #1 0:37
5. Lody włoskie 3:06
6. Gry losowe 1:32
7. Międzynarodowa #2 0:23
8. Na audiencji 3:33
9. Fair Play 3:24
10. Rewia 3:37
11. Krajowa #1 0:25
12. Garmażeria 1:54
13. Flary 3:31
14. Kluby i restauracje 1:09
15. Puerto Rico 1:50
16. Międzynarodowa #3 0:23
17. Hazard 2:38
18. Międzynarodowa #4 0:52
19. Magnolie 3:06
20. Międzynarodowa #5 0:24
21. Golden 3:41
22. Iskry 2:25
23. Vanitas 3:28
24. Krajowa #2 0:42
25. Półsny 2:01
26. Sick Boy 1:38
27. Byłem tam 2:56